# Listă de companii de utilități din România
Aceasta este o listă de companii de utilități din România:
- Apa Nova
- Congaz Constanța
- Distrigaz Sud
- E.ON Gaz Distribuție
- E.ON Gaz România
- Wiee România

- Acvarim - societatea de apă și canal a municipiului Râmnicu Vâlcea
- Apavil - operatorul județean de apă din Vâlcea